# Magliophis
Magliophis — рід змій родини полозових (Colubridae). Представники цього роду мешкають на Карибах.

## Види
Рід Magliophis нараховує 2 види:
- Magliophis exiguus (Cope, 1863)
- Magliophis stahli (Stejneger, 1904)